# Chaetonotus aquaticus
Chaetonotus aquaticus is een buikharige uit de familie Chaetonotidae. De wetenschappelijke naam van de soort werd in 1930 voor het eerst geldig gepubliceerd door Gessner.